# حفرة زورقية (الجمجمة)
الحفرة الزورقية هي انخفاض بسيط صغير بيضوي في الناتئ الجناحي للعظم الوتدي فوق الحفرة الجناحية.
تعد الحفرة الزورقية الأصل للعضلة الموترة للحفاف.